# Morzine

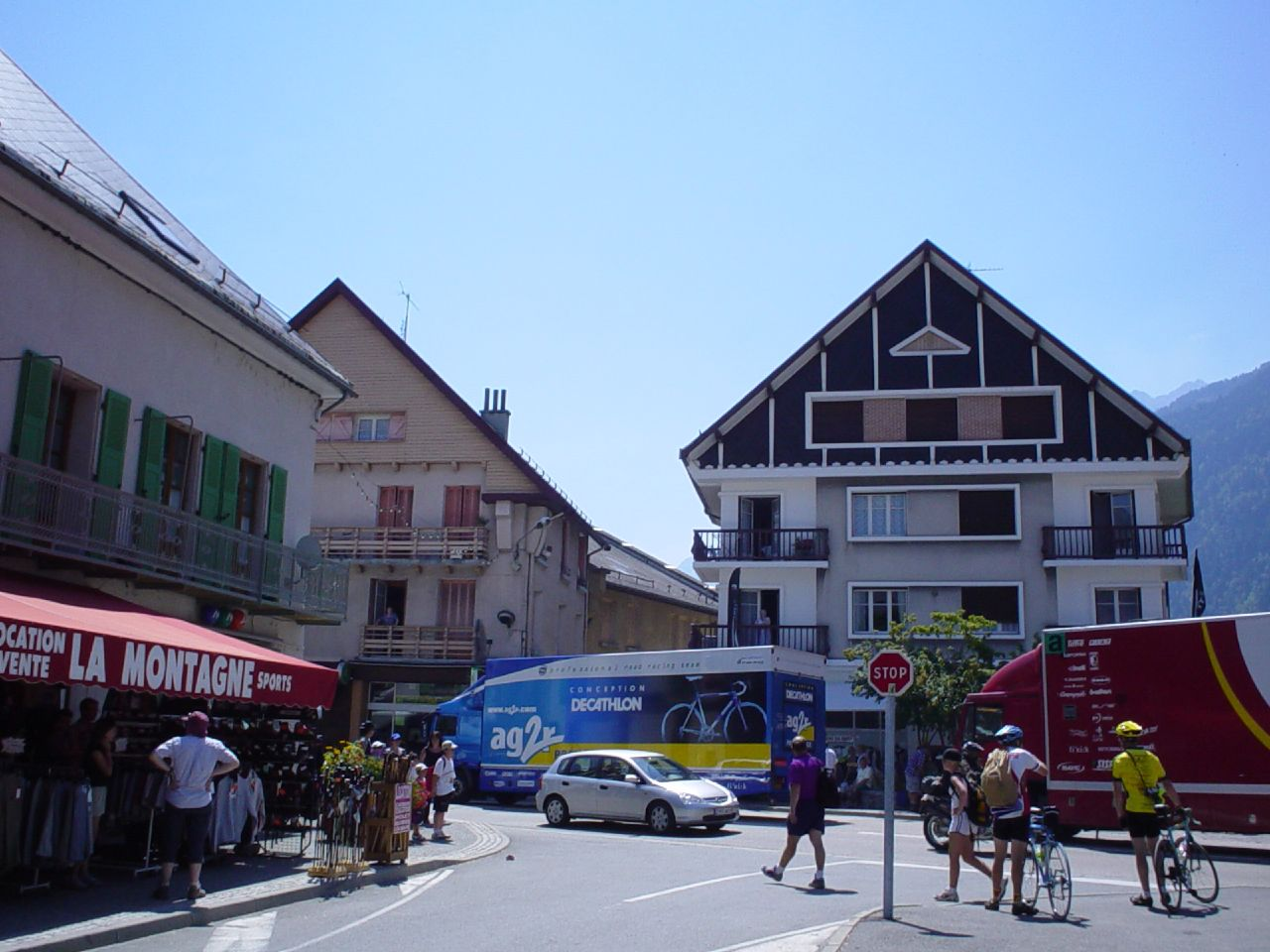
Morzine.

Morzine é uma comuna nos Alpes franceses, situada no departamento de Alta Saboia, na região de Auvérnia-Ródano-Alpes. A população era de 2948 habitantes em 1999, e área é de 44,10 km².

## Vale de Morzine
No Vale de Morzine corre a ribeira Dranse de Morzine, que  recebe as águas da ribeira Dranse de Abondance  para formarem o rio Dranse, que irá desaguar no lago Lemano junto a Thonon-les-Bains.

## História

### O período medieval
Em 1253, os abades da poderosa abadia cisterciense de Sainte-Marie d'Aulps, a 6 quilômetros de Morzine, adquiriram todos os direitos legais sobre as famílias de Morzine do senhor Aimão II de Faucigny. A partir de então, o vilarejo passou a fazer parte dessa senhoria eclesiástica e, junto com o vilarejo de Montriond (então chamado Chairavaux), formou uma das metralhas (distritos judiciais e fiscais) da abadia.
Em 1313, as contas elaboradas para um imposto especial, o Régale, mostram que Morzine já tinha 57 famílias. Entretanto, foi somente em 7 de junho de 1505 que uma paróquia foi oficialmente criada.

### Séculos 18 e 19

#### Pedreiras de ardósia
A extração de ardósia foi uma parte importante da economia de Morzine entre os séculos XVIII e XX, sendo que atualmente resta um dos últimos lugares de extração no território francês. O primeiro registro citando a ardósia data de 1734 e refere-se ao telhado da igreja de Morzine. No auge da extração, a comuna chegou a ter 70 pedreiras, empregando até 250 pessoas, porém atualmente apenas 4 pedreiras ainda são exploradas. 

#### Os Possessos de Morzine
Artigo detalhado: Os possessos de Morzine
Por cerca de treze anos, entre 1857 e 1870, dezenas de mulheres em Morzine sofreram convulsões, alucinações e sonambulismo, alegando estarem possuídas pelo demônio. Em uma época em que a psiquiatria ainda estava em seus primórdios, o caso recebeu muita publicidade e fez com que médicos, magnetizadores e espíritas fossem à Morzine para analisar o fenômeno.

## Economia
A base da economia de Morzine é o turismo.

### Turismo
O turismo em Morzine é baseado nos esportes de inverno (principalmente ski) e no ciclismo durante o verao, seja na modalidade downhill, enduro ou estrada.
A comuna é um destino popular para muitos turistas estrangeiros, especialmente os anglo-saxões, graças ao fácil acesso a partir do aeroporto de Genebra.

#### Esqui
Morzine possui 2 estações de esportes de inverno (Morzine e Avoriaz), ambas fazendo parte do domínio de esqui das Portes du Soleil. 

#### Ciclismo
Morzine possui diversas rotas de ciclismo e já sediou etapas do Tour de France 22 vezes desde 1975.